# روب كرو
روب كرو (بالإنجليزية: Rob Crow)‏ هو مغني أمريكي، ولد في 21 فبراير 1971 في نيوجيرسي في الولايات المتحدة.

## وصلات خارجية
- روب كرو على موقع ميوزك برينز (الإنجليزية)
- روب كرو على موقع أول ميوزيك (الإنجليزية)
- روب كرو على موقع ديسكوغز (الإنجليزية)